# Benguela (provins)

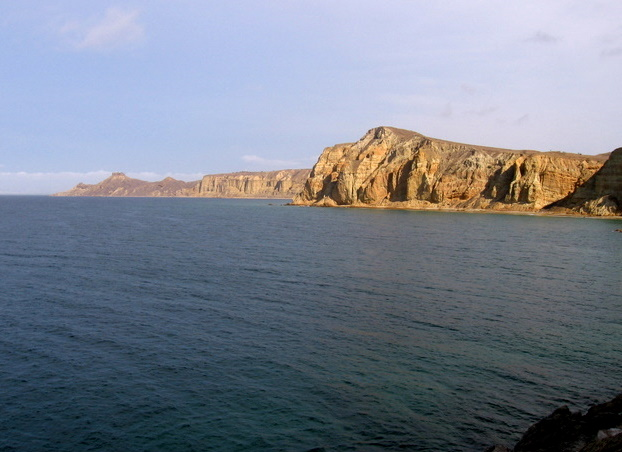
Blå bukten, Benguela

Benguela är en provins i västra Angola med en yta på 31 788 km² och omkring 600 000 invånare. Delstatens huvudstad är Benguela.